# 라데온 RX 6000 시리즈
라데온 RX 6000 시리즈(Radeon RX 6000 series)는 AMD가 RDNA 2 아키텍처를 기반으로 개발한 그래픽 처리 장치 시리즈이다. 2020년 10월 28일에 발표되었으며 라데온 RX 5000 시리즈의 후속작이다. 엔트리 레벨 RX 6400, 미드레인지 RX 6500 XT, 하이엔드 RX 6600, RX 6600 XT, RX 6650 XT, RX 6700, RX 6700 XT, 상위 하이엔드 RX 6750 XT, RX 6800, RX 6800 XT, 그리고 데스크톱 컴퓨터용 매니아 RX 6900 XT 및 RX 6950 XT로 구성된다. 또한 노트북용으로 RX 6600M, RX 6700M, RX 6800M이 있다. 얇고 가벼운 노트북 디자인을 목표로 하는 모바일용 서브 시리즈 라데온 RX 6000S (RX 6600S, RX 6700S, RX 6800S로 구성)는 CES 2022에서 발표되었다.
이 시리즈는 Nvidia의 지포스 30 시리즈 및 Intel의 아크 알케미스트 시리즈 카드와 경쟁하도록 설계되었다. 또한 하드웨어 가속 실시간 광선 추적, 가변 속도 셰이딩 및 메시 셰이더를 지원하는 최초의 AMD GPU 세대이다.

## 역사
2020년 9월 14일, AMD는 소셜 메시징 서비스 트위터에 공유된 트윗을 통해 RX 6000 시리즈의 물리적 디자인을 암시했다. 동시에 비디오 게임 포트나이트 내에 RX 6000 하드웨어 디자인을 대규모로 구현한 가상 섬을 출시하여, 플레이어들이 게임의 크리에이티브 모드를 사용하여 자유롭게 탐험할 수 있게 했다.
AMD는 10월 28일 "Where Gaming Begins: Ep. 2"라는 제목의 행사에서 RX 6800, RX 6800 XT, RX 6900 XT 세 가지 카드를 공식적으로 공개했다. 이 행사에서 그들은 RX 6800 XT를 플래그십 그래픽 프로세서로 발표하며 1440p 및 4K 해상도 게임에서 Nvidia의 RTX 3080 그래픽 카드와 성능을 비교했다. 6800 XT는 USD $649의 가격으로 발표되었으며, 이는 RTX 3080의 시작 가격인 $699보다 $50 낮은 가격이었다. 그런 다음 그들은 RX 6800을 Nvidia의 이전 세대 RTX 2080 Ti의 경쟁 제품으로 소개했으며, 2080 Ti의 $999에 비해 $579로 가격이 책정되었다. 그리고 RX 6900 XT를 최고급 카드로 소개하며, Nvidia의 RTX 3090과 비교할 만한 성능을 보이지만, 전력 소비는 낮고 출시 가격은 $999로 3090보다 $500 저렴하다고 주장했다.
라데온 RX 6800과 6800 XT는 2020년 11월 18일에, RX 6900 XT는 2020년 12월 8일에 출시되었다.
2021년 2월 3일, 기가바이트는 유라시아 경제 연합 (EEC)에 다양한 RX 6700 XT 그래픽 카드를 등록했으며, 이 문서에 따르면 모든 7개 카드는 12GB의 메모리를 탑재한다. 2021년 3월 3일, AMD는 Nvidia의 RTX 3060 Ti 및 3070 카드와 경쟁할 RX 6700 XT 카드를 공식 발표했다. 이 카드는 2021년 3월 18일에 출시되었다.
2021년 5월 31일, AMD는 노트북용으로 설계된 RX 6000M 시리즈 GPU를 발표했으며, 여기에는 RX 6600M, RX 6700M, RX 6800M이 포함된다. 이들은 6월 1일부터 구매할 수 있게 되었다.
6월 23일, 기가바이트는 EEC에 6개의 RX 6600 XT 그래픽 카드를 등록했으며, 이들 모두 8 GB의 메모리를 가질 것이라고 명시했다. 이는 애즈락이 RX 6600과 6600 XT 각각에 8 GB의 메모리를 탑재할 것이라는 비슷한 문서를 제출한 지 한 달여 만의 일이다. 7월 5일, VideoCardz는 대만의 그래픽 카드 소매업체인 파워컬러가 이미 미발표된 라데온 6600 및 6600 XT GPU에 대한 제품 페이지를 만들었다는 사실을 발견했다.
7월 30일, AMD는 RX 6600 및 6600 XT GPU를 발표했으며, 이들은 2021년 8월 11일에 출시되었다. RX 6600 XT는 MSRP $379 USD로 구매할 수 있다.
2022년 초, AMD는 6000 시리즈의 저가형 SKU인 RX 6400과 RX 6500 XT를 발표했다. 이 카드들은 4개의 PCIe 레인만 지원하며 (PCIe 4.0 속도이긴 하지만), PCIe 4.0이 없는 저가형 기기에서는 성능 병목 현상이 발생할 수 있다. 또한 상위 모델에서 제공되는 GPU 가속 비디오 인코딩 기능도 부족하다.

## 구매 가능성 문제
Nvidia의 경쟁 제품인 지포스 30 시리즈와 마찬가지로, 낮은 재고와 봇을 통한 스캐핑의 조합으로 인해 출시 즉시 매진되었다.

### RX 6800 및 6800 XT
RX 6800 및 6800 XT는 2020년 11월 18일에 출시되었지만, 낮은 재고 가용성으로 인해 대부분의 소매점에서 당일 매진되었다. 미국 소매업체 마이크로 센터는 재고가 "출시 시점에 극히 제한될 것"이라고 주장하며 매장 내 판매만 허용했다. PCMag은 뉴에그의 두 카드 모두 태평양 표준시 오전 6시 5분경에 매진되었으며, AMD 자체 매장 웹사이트에서는 오전 6시 11분까지 구매할 수 없었다고 보도했다. 소매업체 B&H 포토 비디오는 카드 주문을 받지 않았으며, "이 제품들이 언제 구매 가능해질지 날짜나 시간을 알 수 없으므로 제공할 수 없다"고 밝혔다.
스캘퍼들은 이베이에서 이 GPU를 약 US$1000~1500에 재판매하고 있었으며, 이는 출시 가격의 거의 두 배에 달하는 가격이었다. 좌절한 소셜 미디어 사용자들은 봇을 사용하여 터무니없는 가격으로 스캘핑된 GPU에 가짜 입찰을 함으로써 판매 목록을 망치려고 시도했다. 한 예로, RX 6800 XT의 경매에서는 입찰가가 US$70,000에 달하기도 했다.

### RX 6900 XT
RX 6900 XT는 2020년 12월 8일에 출시되었으며, RX 6800 및 6800 XT와 마찬가지로 출시 당일에 매진되었다. PCMag에 따르면, 이 제품은 판매 시작 불과 2분 후인 태평양 표준시 오전 6시 2분까지 뉴에그에서 품절로 표시되었다. AMD의 자체 스토어 웹사이트는 높은 방문자 수를 감당하지 못하고, 그래픽 카드를 구매하려는 고객에게 계속해서 503 서비스 일시 이용 불가 오류를 표시했다. 오전 6시 35분까지는 매진되었다.

## 라데온 RX 6000 시리즈 기능
AMD 라데온 RX 6000 시리즈의 특징:
- RDNA 2 마이크로아키텍처
- 새로운 TSMC N7 제조 공정
- RX 6500 및 RX 6400용 새로운 TSMC N6 제조 공정
- DirectX 12 Ultimate 지원
- 최대 128 MB의 L3 캐시 (인피니티 캐시로 브랜드화) 추가
- GDDR6 메모리
- PCIe 4세대 인터페이스
- RT 코어를 통한 광선 추적 지원 추가
- AV1 비디오 디코딩 지원 (Navi 24 제품 제외)
- Resizable BAR 기능 추가
- 디스플레이포트 1.4a
- HDMI 2.1 지원

## 제품

### 데스크톱
| 모델 (암호명)                     | 출시일 & 가격                           | 마이크로아키텍처 & 제조 공정 | 트랜지스터 & 다이 크기 | 코어                  | 코어       | 필레이트      | 필레이트    | 처리 능력 (GFLOPS) | 처리 능력 (GFLOPS) | 처리 능력 (GFLOPS) | 인피니티 캐시 | 인피니티 캐시 | 메모리    | 메모리        | 메모리           | 메모리      | TBP         | 버스 인터페이스 |       |
| 모델 (암호명)                     | 출시일 & 가격                           | 마이크로아키텍처 & 제조 공정 | 트랜지스터 & 다이 크기 | 구성                  | 클럭 (MHz) | 텍스처 (GT/s) | 화소 (GP/s) | 하프               | 단일               | 배정밀도           | 크기          | 대역폭 (GB/s) | 크기      | 대역폭 (GB/s) | 버스 유형 & 너비 | 클럭 (MT/s) | TBP         | 버스 인터페이스 |       |
|                                   |                                         |                              |                        |                       |            |               |             |                    |                    |                    |               |               |           |               |                  |             |             |                 |       |
| --------------------------------- | --------------------------------------- | ---------------------------- | ---------------------- | --------------------- | ---------- | ------------- | ----------- | ------------------ | ------------------ | ------------------ | ------------- | ------------- | --------- | ------------- | ---------------- | ----------- | ----------- | --------------- | ----- |
| 라데온 RX 6300 (나비 24)          | 2022/1/4 OEM                            | RDNA 2 TSMC N6               | 5.4×109 107 mm2        | 768:48:32:12 12 CU    | 1000 2040  | 48 97.9       | 32 65.3     | 3,072 6,267        | 1536 3,133         | 96 195.8           | 8 MB          | 104           | 2 GB      | 64            | GDDR6 32-bit     | 16000       | 32 W        | PCIe 4.0 ×4     |       |
| 라데온 RX 6400 (나비 24)          | 2022/1/19 $159 USD                      | RDNA 2 TSMC N6               | 5.4×109 107 mm2        | 768:48:32:12 12 CU    | 1923 2321  | 92.3 111.4    | 61.5 74.3   | 5,907 7,130        | 2,954 3,565        | 184.6 222.8        | 16 MB         | 208           | 4 GB      | 128           | GDDR6 64-bit     | 16000       | 53 W        | PCIe 4.0 ×4     |       |
| 라데온 RX 6500 XT (나비 24)       | 2022/1/19 $199 USD (4GB) $219 USD (8GB) | RDNA 2 TSMC N6               | 5.4×109 107 mm2        | 1024:64:32:16 16 CU   | 2310 2815  | 147.8 180.2   | 73.9 90.1   | 9,462 11,530       | 4,731 5,765        | 295.6 360.3        | 16 MB         | 232           | 4 GB 8 GB | 144           | GDDR6 64-bit     | 18000       | 107 W 113 W | PCIe 4.0 ×4     |       |
| 라데온 RX 6600 (나비 23)          | 2021/10/13 $329 USD                     | RDNA 2 TSMC N7               | 11.06×109 237 mm2      | 1792:112:64:28 28 CU  | 1626 2491  | 182.3 279     | 104.1 159.4 | 11,658 17,860      | 5,828 8,928        | 364.2 558          | 32 MB         | 412.9         | 8 GB      | 224           | GDDR6 128-bit    | 14000       | 132 W       | PCIe 4.0 ×8     |       |
| 라데온 RX 6600 XT (나비 23)       | 2021/8/11 $379 USD                      | RDNA 2 TSMC N7               | 11.06×109 237 mm2      | 2048:128:64:32 32 CU  | 1968 2589  | 251.9 331.4   | 126 165.7   | 16,122 21,209      | 8,061 10,605       | 503.8 662.8        | 32 MB         | 444.9         | 8 GB      | 256           | GDDR6 128-bit    | 16000       | 160 W       | PCIe 4.0 ×8     |       |
| 라데온 RX 6650 XT (나비 23)       | 2022/5/10 $399 USD                      | RDNA 2 TSMC N7               | 11.06×109 237 mm2      | 2048:128:64:32 32 CU  | 2055 2635  | 263 337.2     | 131.5 168.6 | 16,835 21,586      | 8,417 10,793       | 526.1 674.6        | 32 MB         | 468.9         | 8 GB      | 280           | GDDR6 128-bit    | 17500       | 180 W       | PCIe 4.0 ×8     |       |
| 라데온 RX 6700 (나비 22)          | 2021/6/9                                | RDNA 2 TSMC N7               | 17.2×109 335 mm2       | 2304:144:64:36 36 CU  | 1941 2450  | 279.5 352.8   | 124.2 156.8 | 17,888 22,579      | 8,944 11,290       | 559 705.6          | 80 MB         | 1065          | 10 GB     | 320           | GDDR6 160-bit    | 16000       | 175 W       | PCIe 4.0 ×16    |       |
| 라데온 RX 6750 GRE 10GB (나비 22) | 2023/10/18 $269 USD                     | RDNA 2 TSMC N7               | 17.2×109 335 mm2       | 2304:144:64:36 36 CU  | 1941 2450  | 279.5 352.8   | 124.2 156.8 | 17,888 22,579      | 8,944 11,290       | 559 705.6          | 80 MB         | 1065          | 10 GB     | 320           | GDDR6 160-bit    | 16000       | 170 W       | PCIe 4.0 ×16    |       |
| 라데온 RX 6700 XT (나비 22)       | 2021/3/18 $479 USD                      | RDNA 2 TSMC N7               | 17.2×109 335 mm2       | 2560:160:64:40 40 CU  | 2321 2581  | 371.4 413     | 148.5 165.2 | 23,767 26,429      | 11,884 13,215      | 742.7 825.9        | 96 MB         | 1278          | 12 GB     | 384           | GDDR6 192-bit    | 16000       | 16000       | PCIe 4.0 ×16    | 230 W |
| 라데온 RX 6750 GRE 12GB (나비 22) | 2023/10/18 $289 USD                     | RDNA 2 TSMC N7               | 17.2×109 335 mm2       | 2560:160:64:40 40 CU  | 2321 2581  | 371.4 413     | 148.5 165.2 | 23,767 26,429      | 11,884 13,215      | 742.7 825.9        | 96 MB         | 1278          | 12 GB     | 384           | GDDR6 192-bit    | 16000       | 16000       | PCIe 4.0 ×16    | 230 W |
| 라데온 RX 6750 XT (나비 22)       | 2022/5/10 $549 USD                      | RDNA 2 TSMC N7               | 17.2×109 335 mm2       | 2560:160:64:40 40 CU  | 2150 2600  | 344 416       | 137.6 166.4 | 22,016 26,624      | 11,008 13,312      | 688 832            | 96 MB         | 1326          | 12 GB     | 432           | GDDR6 192-bit    | 18000       | 16000       | PCIe 4.0 ×16    | 250 W |
| 라데온 RX 6800 (나비 21)          | 2020/11/18 $579 USD                     | RDNA 2 TSMC N7               | 26.8×109 520 mm2       | 3840:240:96:60 60 CU  | 1700 2105  | 408 505.2     | 163.2 202.1 | 26,112 32,333      | 13,056 16,166      | 816 1,010          | 128 MB        | 1432.6        | 16 GB     | 512           | GDDR6 256-bit    | 16000       | 16000       | PCIe 4.0 ×16    | 250 W |
| 라데온 RX 6800 XT (나비 21)       | 2020/11/18 $649 USD                     | RDNA 2 TSMC N7               | 26.8×109 520 mm2       | 4608:288:128:72 72 CU | 1825 2250  | 525.6 648     | 233.6 288   | 33,638 41,472      | 16,819 20,736      | 1,051 1,296        | 128 MB        | 1664.2        | 16 GB     | 512           | GDDR6 256-bit    | 16000       | 300 W       | PCIe 4.0 ×16    |       |
| 라데온 RX 6900 XT (나비 21)       | 2020/12/8 $999 USD                      | RDNA 2 TSMC N7               | 26.8×109 520 mm2       | 5120:320:128:80 80 CU | 1825 2250  | 584 720       | 233.6 288   | 37,376 46,080      | 18,688 23,040      | 1,168 1,440        | 128 MB        | 1664.2        | 16 GB     | 512           | GDDR6 256-bit    | 16000       | 300 W       | PCIe 4.0 ×16    |       |
| 라데온 RX 6950 XT (나비 21)       | 2022/5/10 $1,099 USD                    | RDNA 2 TSMC N7               | 26.8×109 520 mm2       | 5120:320:128:80 80 CU | 1890 2310  | 604.8 739.2   | 241.9 295.7 | 38,707 47,309      | 19,354 23,654      | 1,210 1,478        | 128 MB        | 1793.5        | 16 GB     | 576           | GDDR6 256-bit    | 18000       | 335 W       | PCIe 4.0 ×16    |       |

1. 1 2 3  부스트 값(있는 경우)은 기준값 아래에 이탤릭체로 표기한다.
2. ↑  텍스처 필레이트는 텍스처 매핑 유닛 수에 기준(또는 부스트) 코어 클럭 속도를 곱하여 계산한다.
3. ↑  화소 필레이트는 렌더 출력 장치 수에 기준(또는 부스트) 코어 클럭 속도를 곱하여 계산한다.
4. ↑  정밀도 성능은 FMA 연산을 기반으로 기준(또는 부스트) 코어 클럭 속도에서 계산한다.
5. ↑  통합 셰이더 : 텍스처 매핑 유닛 : 렌더 출력 장치 : 광선 가속기 및 컴퓨트 유닛(CU)
6. 1 2 3  Navi 24에는 하드웨어 비디오 인코더가 없다.
7. ↑  실제 출시일은 알 수 없으며, RX 6300M 출시일이 대신 표기되어 있다.

### 모바일
| 모델 (암호명)                | 출시일    | 마이크로아키텍처 & 반도체 제조 | 트랜지스터 & 다이 크기 | 코어                 | 코어       | 필레이트      | 필레이트    | 처리 능력 (GFLOPS) | 처리 능력 (GFLOPS) | 처리 능력 (GFLOPS) | 인피니티 캐시 | 메모리 | 메모리        | 메모리           | 메모리      | HW 디코더 | HW 디코더 | HW 디코더 | HW 인코더 | HW 인코더 | HW 인코더 | TDP    | 버스 인터페이스 |
| 모델 (암호명)                | 출시일    | 마이크로아키텍처 & 반도체 제조 | 트랜지스터 & 다이 크기 | 구성                 | 클럭 (MHz) | 텍스처 (GT/s) | 픽셀 (GP/s) | 하프               | 싱글               | 더블               | 인피니티 캐시 | 크기   | 대역폭 (GB/s) | 버스 유형 & 너비 | 클럭 (MT/s) | AV1       | H265      | 4K H264   | AV1       | H265      | 4K H264   | TDP    | 버스 인터페이스 |
|                              |           |                                |                        |                      |            |               |             |                    |                    |                    |               |        |               |                  |             |           |           |           |           |           |           |        |                 |
| ---------------------------- | --------- | ------------------------------ | ---------------------- | -------------------- | ---------- | ------------- | ----------- | ------------------ | ------------------ | ------------------ | ------------- | ------ | ------------- | ---------------- | ----------- | --------- | --------- | --------- | --------- | --------- | --------- | ------ | --------------- |
| Radeon RX 6300M (Navi 24)    | 2022/1/4  | RDNA 2 TSMC N6                 | 5.4×109 107 mm2        | 768:64:32:12 12 CU   | 1512       | 97.76         | 48.38       | 6,270              | 3,130              | 195.6              | 8 MB          | 2 GB   | 64            | GDDR6 32-bit     | 16000       | No        | Yes       | Yes       | No        | No        | No        | 25 W   | PCIe 4.0 ×4     |
| Radeon RX 6450M (Navi 24)    | 2023/1/4  | RDNA 2 TSMC N6                 | 5.4×109 107 mm2        | 768:64:32:12 12 CU   | 2220       | 118.10        | 71.04       | 7,600              | 3,780              | 236.3              | 16 MB         | 4 GB   | 128           | GDDR6 64-bit     | 16000       | No        | Yes       | Yes       | No        | No        | No        | 50 W   | PCIe 4.0 ×4     |
| Radeon RX 6550S (Navi 24)    | 2023/1/4  | RDNA 2 TSMC N6                 | 5.4×109 107 mm2        | 1024:64:32:16 16 CU  | 2170       | 154.20        | 69.44       | 9,900              | 4,900              | 306.3              | 16 MB         | 4 GB   | 128           | GDDR6 64-bit     | 16000       | No        | Yes       | Yes       | No        | No        | No        | 50 W   | PCIe 4.0 ×4     |
| Radeon RX 6500M (Navi 24)    | 2022/1/4  | RDNA 2 TSMC N6                 | 5.4×109 107 mm2        | 1024:64:32:16 16 CU  | 2191       | 155.7         | 70.11       | 9,970              | 4,980              | 311.2              | 16 MB         | 4 GB   | 128           | GDDR6 64-bit     | 16000       | No        | Yes       | Yes       | No        | No        | No        | 50 W   | PCIe 4.0 ×4     |
| Radeon RX 6550M (Navi 24)    | 2023/1/4  | RDNA 2 TSMC N6                 | 5.4×109 107 mm2        | 1024:64:32:16 16 CU  | 2560       | 182.10        | 81.92       | 11,600             | 5,800              | 362.5              | 16 MB         | 4 GB   | 144           | GDDR6 64-bit     | 18000       | No        | Yes       | Yes       | No        | No        | No        | 80 W   | PCIe 4.0 ×4     |
| Radeon RX 6600S (Navi 23)    | 2022/1/4  | RDNA 2 TSMC N7                 | 11.06×109 237 mm2      | 1792:128:64:28 28 CU | 1881       | 244.2         | 120.3       | 15,630             | 7,810              | 448.1              | 32 MB         | 4 GB   | 224           | GDDR6 128-bit    | 14000       | Yes       | Yes       | Yes       | No        | Yes       | Yes       | 80 W   | PCIe 4.0 ×8     |
| Radeon RX 6700S (Navi 23)    | 2022/1/4  | RDNA 2 TSMC N7                 | 11.06×109 237 mm2      | 1792:128:64:28 28 CU | 1890       | 247.5         | 120.9       | 15,840             | 7,920              | 495.0              | 32 MB         | 8 GB   | 224           | GDDR6 128-bit    | 14000       | Yes       | Yes       | Yes       | No        | Yes       | Yes       | 80 W   | PCIe 4.0 ×8     |
| Radeon RX 6600M (Navi 23)    | 2021/5/31 | RDNA 2 TSMC N7                 | 11.06×109 237 mm2      | 1792:128:64:28 28 CU | 2177       | 274.2         | 139.3       | 17,550             | 7,800              | 487.5              | 32 MB         | 8 GB   | 224           | GDDR6 128-bit    | 14000       | Yes       | Yes       | Yes       | No        | Yes       | Yes       | 100 W  | PCIe 4.0 ×8     |
| Radeon RX 6650M (Navi 23)    | 2022/1/4  | RDNA 2 TSMC N7                 | 11.06×109 237 mm2      | 1792:128:64:28 28 CU | 2222       | 276.6         | 139.3       | 17,700             | 8,850              | 553.1              | 32 MB         | 8 GB   | 256           | GDDR6 128-bit    | 16000       | Yes       | Yes       | Yes       | No        | Yes       | Yes       | 120 W  | PCIe 4.0 ×8     |
| Radeon RX 6800S (Navi 23)    | 2022/1/4  | RDNA 2 TSMC N7                 | 11.06×109 237 mm2      | 2048:128:64:32 32 CU | 1975       | 288.0         | 134.4       | 18,430             | 9,220              | 576.5              | 32 MB         | 8 GB   | 256           | GDDR6 128-bit    | 16000       | Yes       | Yes       | Yes       | No        | Yes       | Yes       | 100 W  | PCIe 4.0 ×8     |
| Radeon RX 6650M XT (Navi 23) | 2022/1/4  | RDNA 2 TSMC N7                 | 11.06×109 237 mm2      | 2048:128:64:32 32 CU | 2162       | 311.5         | 142.2       | 19,940             | 9,970              | 623.1              | 32 MB         | 8 GB   | 256           | GDDR6 128-bit    | 16000       | Yes       | Yes       | Yes       | No        | Yes       | Yes       | 120 W  | PCIe 4.0 ×8     |
| Radeon RX 6700M (Navi 22)    | 2021/5/31 | RDNA 2 TSMC N7                 | 17.2×109 335 mm2       | 2304:144:64:36 36 CU | 2300       | 331.4         | 147.2       | 21,209             | 10,605             | 662.1              | 80 MB         | 10 GB  | 320           | GDDR6 160-bit    | 16000       | Yes       | Yes       | Yes       | No        | Yes       | Yes       | 135 W  | PCIe 4.0 ×16    |
| Radeon RX 6800M (Navi 22)    | 2021/5/31 | RDNA 2 TSMC N7                 | 17.2×109 335 mm2       | 2560:160:64:40 40 CU | 2300       | 368.0         | 147.2       | 23,550             | 11,780             | 736.2              | 96 MB         | 12 GB  | 384           | GDDR6 192-bit    | 16000       | Yes       | Yes       | Yes       | No        | Yes       | Yes       | 145+ W | PCIe 4.0 ×16    |
| Radeon RX 6850M XT (Navi 22) | 2022/1/4  | RDNA 2 TSMC N7                 | 17.2×109 335 mm2       | 2560:160:64:40 40 CU | 2580       | 415.6         | 157.6       | 26,430             | 13,209             | 825.6              | 96 MB         | 12 GB  | 432           | GDDR6 192-bit    | 18000       | Yes       | Yes       | Yes       | No        | Yes       | Yes       | 165 W  | PCIe 4.0 ×16    |

1. 1 2 3  부스트 값(사용 가능한 경우)은 기본 값 아래에 이탤릭체로 표시된다.
2. ↑  텍스처 필레이트는 텍스처 매핑 유닛의 수에 기본(또는 부스트) 코어 클럭 속도를 곱하여 계산된다.
3. ↑  픽셀 필레이트는 렌더 출력 장치의 수에 기본(또는 부스트) 코어 클럭 속도를 곱하여 계산된다.
4. ↑  정밀도 성능은 FMA 연산을 기반으로 기본(또는 부스트) 코어 클럭 속도에서 계산된다.
5. ↑  통합 셰이더 : 텍스처 매핑 유닛 : 렌더 출력 장치 : 레이 가속기 및 컴퓨트 유닛 CU
6. 1 2  하드웨어 비디오 인코더가 없다.

## 같이 보기
- 라데온 RX 5000 시리즈
- 라데온 RX 7000 시리즈 – 라데온 RX 6000 시리즈의 AMD 후속작 (RDNA 3 기반)
- 라데온 RX 9000 시리즈
- 라데온 프로
- AMD 인스팅트
- RDNA (마이크로아키텍처)
- AMD 그래픽 처리 장치 목록